# Levant (Maine)
Levant es un pueblo ubicado en el condado de Penobscot en el estado estadounidense de Maine. En el Censo de 2010 tenía una población de 2.851 habitantes y una densidad poblacional de 36,61 personas por km².

## Geografía
Levant se encuentra ubicado en las coordenadas 44°52′37″N 68°59′48″O / 44.87694, -68.99667. Según la Oficina del Censo de los Estados Unidos, Levant tiene una superficie total de 77.88 km², de la cual 77.85 km² corresponden a tierra firme y (0.04%) 0.03 km² es agua.

## Demografía
Según el censo de 2010, había 2.851 personas residiendo en Levant. La densidad de población era de 36,61 hab./km². De los 2.851 habitantes, Levant estaba compuesto por el 96.56% blancos, el 0.25% eran afroamericanos, el 0.63% eran amerindios, el 0.56% eran asiáticos, el 0% eran isleños del Pacífico, el 0.04% eran de otras razas y el 1.96% pertenecían a dos o más razas. Del total de la población el 0.81% eran hispanos o latinos de cualquier raza.